# Akteur-Netzwerk-Theorie
Die Akteur-Netzwerk-Theorie (ANT, englisch actor-network theory) ist eine sozialwissenschaftliche Schule, die sich ab den 1980er Jahren im Bereich der Science and Technology Studies (STS) entwickelt hat und sich von dort aus auch in anderen Bereichen der Soziologie und benachbarter Disziplinen etablieren konnte.
Kerngedanke der Akteur-Netzwerk-Theorie ist, dass die Gesellschaft bzw. Welt netzwerkartig verfasst ist und sich aus verschiedenen Elementen zusammensetzt. Dieser Zusammenschluss unterschiedlicher Elemente zu mehr oder weniger kohärenten Akteuren wird von der Akteur-Netzwerk-Theorie als der zentrale Untersuchungsgegenstand der Soziologie gesehen. Sie identifiziert das Soziale mit Assoziationen, die sich zwischen verschiedenartigen (heterogenen) Entitäten entfalten können.
Damit verbindet sie auch eine Kritik der klassischen Soziologie in der Tradition Émile Durkheims und vielen ihrer gängigen Konzepte wie Gesellschaft, Interaktion, Struktur oder der Unterscheidung zwischen Mikro- und Makroebene. Die ursprünglichen Methoden der Akteur-Netzwerk-Theorie sind Ethnografie und Semiotik, mit der Zeit fand sie aber auch im Bereich der Diskursanalyse und bei historischen Untersuchungen Anwendung.
Die maßgeblichen theoretischen Beiträge zur Akteur-Netzwerk-Theorie wurden vor allem von Madeleine Akrich, Michel Callon, John Law und Bruno Latour ausgearbeitet, häufig zusammen mit anderen Vertretern der Science and Technology Studies und Vertretern anderer akademischer Disziplinen. Während die frühen Arbeiten vor allem die Produktion und Funktionsweise von Wissenschaften und Technologien untersuchten, befasste sich die Akteur-Netzwerk-Theorie später mit den Grundbegriffen der Soziologie und damit auch der modernen Philosophie und versuchte, die Moderne nicht als eine Entwicklungsstufe, sondern als eine gleichberechtigte Kulturform unter vielen anderen zu beschreiben.

## Überblick
Die Akteur-Netzwerk-Theorie wurde zunächst entwickelt, um wissenschaftliche und technische Innovationen zu erforschen und zu erklären. Aber sie hat sich zu einer umfassenden soziologischen Theorie und Forschungsmethode entfaltet.
Die Theorie wurde dadurch bekannt, dass sie im Gegensatz zu den meisten (nahezu allen) sozialen Theorien das Soziale nicht als etwas ansieht, das zwischen den Menschen entsteht, sondern die Beteiligung nichtmenschlicher Entitäten hervorhebt. Die Methode kann als „material-semiotisch“ bezeichnet werden. Dies bedeutet, dass sie die Verbindungen aufzeigt, die ebenso materiell (zwischen Dingen) als auch semiotisch (zwischen Konzepten) bestehen. Die Theorie geht davon aus, dass viele Verbindungen sowohl materiell als auch semiotisch sind. Zum Beispiel bezieht der Interaktionsraum einer Universität Studenten, Dozenten sowie deren Ideen ebenso ein wie Technologien, z. B. Stühle, Tische, Tafeln, Laptops und Stifte. Zusammen bilden sie ein einziges Netzwerk namens „Universität“.
Die ANT versucht nun zu erklären, wie materiell-semiotische Netzwerke zusammenkommen, um als Ganzes zu handeln (z. B. ist die Universität sowohl ein Netzwerk als auch ein Akteur, und für manche Zwecke agiert sie als eine einzige Entität). Als einen Teilaspekt hiervon betrachtet die ANT explizite Strategien, die dazu dienen, verschiedene Elemente zusammen in ein Netzwerk zu integrieren, damit sie nach außen hin als ein kohärentes Ganzes erscheinen.
Gemäß der ANT sind solche Akteur-Netzwerke kurzlebig. Sie befinden sich in ständigem Wandel und dauernder Wiedererschaffung. Dies bedeutet, dass bestimmte Beziehungen wiederholt vollzogen werden müssen, da sich das Netzwerk ansonsten auflösen würde (in unserem Beispiel müssen die Studenten täglich Lehrveranstaltungen besuchen, die von den Dozenten angeboten werden müssen und die Computer müssen in Gebrauch bleiben etc.). Es wird ebenso vorgeschlagen, dass Beziehungsnetzwerke nicht an sich kohärent seien und tatsächlich Konflikte enthalten können (z. B. könnte ein gespanntes Verhältnis zwischen Studenten und Dozenten bestehen oder auf den Computern Inkompatibilitäten bestehen). Soziale Beziehungen sind mit anderen Worten stets im Wandel und müssen permanent vollzogen werden.
Soziale, technische und natürliche Objekte werden in der Akteur-Netzwerk-Theorie nicht als durch die Gesellschaft zu erklären betrachtet, sondern als die Gesellschaft (mit)erklärend; ihr Einfluss auf die Gesellschaft wird also betrachtet. Wissenschafts- und Technikentwicklung ist demnach weder allein durch natürliche oder technische Faktoren noch allein durch soziale Faktoren verursacht.

## Geschichte
Die Akteur-Netzwerk-Theorie wird seit Mitte der 1980er Jahre vor allem von den französischen Soziologen Michel Callon und Bruno Latour vorangetrieben. Im englischsprachigen Raum ist sie stark beachtet worden. Weitere klassische Beiträge zur Akteur-Netzwerk-Theorie stammen von John Law und Madeleine Akrich, jüngere Beiträge u. a. von Annemarie Mol. Diese Denkschule hat über die letzten drei Jahrzehnte die internationale Wissenschafts- und Technikforschung stark beeinflusst. Seit Mitte der 1990er Jahre findet sie auch in Deutschland verstärkt Beachtung. Sie spielt in der durch den Material turn ausgelösten theoretischen Debatte über Materialitätskonzepte eine zunehmend wichtige Rolle. So zählt sie neben der Affordanz-Theorie zu den theoretischen Grundlagen des Sonderforschungsbereich 933 „Materiale Textkulturen“ an der Ruprecht-Karls-Universität Heidelberg.

## Themen und Begriffe

### Aktanten
Bruno Latour versteht im Kontext seiner Akteur-Netzwerk-Theorie auch Dinge als interaktive Akteure, die zusammen mit menschlichen Akteuren in netzwerkartigen Handlungszusammenhängen agieren. Ein einfaches Beispiel dafür ist der Akteur „Mensch-Pistole“, der aus dem Zusammenwirken der beiden Agenten Pistole und Mensch entsteht und nicht auf einen dieser beiden reduziert werden kann. Da Latour der Begriff „Akteur“ für Nicht-Menschen unnatürlich erscheint, schlägt er den Begriff Aktant zur Bezeichnung der jeweils agierenden Entitäten vor.
Er unterscheidet zwischen Akteur und Aktant dahingehend, dass Aktanten erst dann zu Akteuren werden, wenn sie in einer bestimmten Weise figuriert werden, d. h. im soziologischen Bericht eine benennbare Figur, Gestalt angenommen haben. Derselbe Aktant kann auf verschiedene Weise figuriert werden, beispielsweise: „Die Vereinigten Staaten“ wollen sich aus der UNO zurückziehen oder „der Imperialismus“ will das, oder „Bush“ oder „einige Offiziere und Neokonservative“. Das heißt, Aktant ist das noch nicht figurierte Agierende im Sinne eines latenten Handlungspotentials, Akteur das figurierte und benannte.

### Netzwerke
Eine zentrale Aussage der Akteur-Netzwerk-Theorie lautet: Es handeln und agieren in der Gesellschaft nicht Subjekte oder Menschen oder Personen als alleinige Akteure, sondern immer in Abhängigkeit zu anderen Akteuren oder Entitäten. Deshalb ist auch von Akteur-Netzwerken die Rede. Pasteur mit seinen (gezähmten) Mikroben ist der soziale Akteur, den man für seine historische Leistung feiert, für Latour ist dieser Pasteur ein Akteur-Netzwerk. Dass auch die Person Pasteur zu diesem Netzwerk gehört, scheint offensichtlich, aber wie genau, ist eine interessante, relativ offene Frage (auch die Subjekte oder Subjektivität müssen aus Netzwerken nicht zwangsläufig verschwinden).
Von diesen Akteur-Netzwerken (oder Akteurnetzwerken) sind die landläufig als Netzwerke bezeichneten Infrastrukturen wie Telefon- oder Stromversorgungsnetze (oder „das Internet“) zu unterscheiden, eine Differenz, auf die Latour des Öfteren hinweist. Einmal unterscheidet er recht klar beide Bedeutungen dadurch, dass Akteurnetzwerke eine Art und Weise für Soziologen seien, um technischen Netzwerken (aber auch anderen sozialen Phänomenen) Sinn zu geben. Man könnte darin eine Unterscheidung zwischen (Untersuchungs- oder Darstellungs-)Methode und Gegenstand wiedererkennen, wenn man will. Zur Bezeichnung für die so verstandenen Akteurnetzwerke schlägt er den alternativen Begriff „Werknetz“ (worknet) oder „Aktionsnetz“ (action net) anstelle von Netzwerk (net work) vor.

### Quasi-Objekte und Mittler
Die Objekte, die das Soziale binden, tragen und erzeugen, werden manchmal auch als Quasi-Objekte bezeichnet. Dieser Begriff ist von Michel Serres entlehnt und erfasst beispielsweise die Rolle eines Balls in einem Ballspiel. Dieser ist mehr als ein Mitspieler, ihm jagen die Spieler nach, er verbindet sie untereinander als Spieler und Gegner. Ein Quasi-Objekt ist ein das Soziale oder das Kollektiv webendes Objekt.
Ein weiterer Begriff, um die Elemente der Akteur-Netzwerke zu bezeichnen, lautet: „Mittler“ (médiateur). Auch Dinge, Objekte sind „ereignishafte Mittler“; sie lassen sich unterscheiden von den „selbstverständlich gewordenen und stabilisierten Mitteln, den sogenannten ‚Zwischengliedern‘ (intermédiaires). Mittler sind (nicht nur, aber auch) die Dinge, als Ereignis betrachtet, Zwischenglieder die Dinge (möglicherweise dieselben), als Black Boxes betrachtet, die sich wie selbstverständlich für Handlungen, als Glieder in Handlungsketten darbieten.“

### Symmetrieprinzip
Vor allem das „Symmetrieprinzip“ wird oft herangezogen, um die Besonderheit der Akteur-Netzwerk-Theorie zu erklären. Demnach geht es ihr um eine symmetrische Behandlung menschlicher und nicht-menschlicher Akteure. Das bedeutet beispielsweise, dass gleichrangige Interaktionen eigenständiger Arbeitspersonen, Arbeitsmittel und Arbeitsgegenstände kennzeichnend sind für Akteurnetzwerke in der Arbeitswelt.
Allerdings hat dieses Prinzip zu einigen Missverständnissen geführt und wird auch unterschiedlich verstanden. Bruno Latour sah sich zu verschiedenen Richtigstellungen gezwungen, darunter als relativ letzte und deutliche:
„ANT ist nicht, ich wiederhole: ist nicht die Behauptung irgendeiner absurden ‚Symmetrie zwischen Menschen und nicht-menschlichen Wesen‘. Symmetrisch zu sein bedeutet für uns einfach, nicht a priori irgendeine falsche Asymmetrie zwischen menschlichem intentionalen Handeln und einer materiellen Welt kausaler Beziehungen anzunehmen.“
Das Symmetrieprinzip ist also ein Nicht-Asymmetrieprinzip, es korrigiert eine falsche dualistische Ontologie von intentionalem Handeln und kausalen Mechanismen, auf deren Grundlage nur ersteres zum Baustein von Sozialität werden kann.

### Übersetzung
Weiterhin wichtig für die Akteur-Netzwerk-Theorie ist der Begriff der Übersetzung (sie wird auch manchmal als „Soziologie der Übersetzung“ bezeichnet). Er ist den Arbeiten von Michel Serres entlehnt, der diesem Konzept einen ganzen Band („Hermes III“) gewidmet hat.
Unter einer Übersetzung ist eine Relationierung oder Inbezugsetzung zu verstehen, die eine Transformation mit sich bringt. Eine Übersetzungsoperation verknüpft Elemente und Sachverhalte, die als inkommensurabel gelten. Zwischen heterogenen Aktivitäten oder Elementen stellt sie eine Verbindung her. Damit lässt sich das Netzwerk, zu dem sie gehören, intelligibel und verständlich machen. Mit der letzten Aussage nehmen wir gewissermaßen eine Außenperspektive ein, um ein Netzwerk zu rekonstruieren (oder zu beschreiben, verstehen, erklären).
Bruno Latour definiert Übersetzung einmal als „eine Relation, die nicht Kausalität transportiert, sondern zwei Mittler dazu veranlaßt zu koexistieren“.

### Methode
Methodisch ist die Akteur-Netzwerk-Theorie deskriptiv orientiert. Sie verfolgt „heterogene menschliche und nicht-menschliche Akteure auf ihrem Weg der Netzwerkbildung“; dabei beachtet und beobachtet sie Kontroversen sowie „Prozesse der gegenseitigen Übersetzung und Kooperation“.
Man kann die Frage aufwerfen, ob die ANT entgegen ihrem Namen nicht viel eher eine Methode als eine Theorie ist, wobei „Methode“ unter eine großzügige Definition fallen würde, im Sinne einer Vorgehensweise. Ihre Begriffe sind dann eher Aufzeichnungsgeräte, um in konkreten Untersuchungen Netzwerke aufzuspüren und nachzuzeichnen.